# Svitlana Matevusheva
Svitlana Valeriïvna Matevusheva (Світлана Валеріївна Матевушева: Sebastopol, 22 de julho de 1981) é uma velejadora ucraniana. 

## Carreira
Svitlana Matevusheva representou seu país nos Jogos Olímpicos de 2004, na qual conquistou uma prata na yngling em 2004. 